# Allium scorzonerifolium
Allium scorzonerifolium là một loài thực vật có hoa trong họ Amaryllidaceae. Loài này được Desf. ex DC. mô tả khoa học đầu tiên năm 1804.